# Верьовка Григорій Гурійович
Григо́рій Гу́рійович Верьо́вка (13 (25) грудня 1895, м-ко Березна Чернігівського пов., губ. — 21 жовтня 1964, Київ) — український композитор і хоровий диригент, педагог.

## Життєпис
Народився в українській родині в козацькому містечку Березна Чернігівського пов., губ. серед братів і сестер — Антон Верьовка — краєзнавець, фольклорист, музикант. 1916 року закінчив Чернігівську духовну семінарію. 1918—1921 навчався в Київському музично-драматичному інституті імені Миколи Лисенка по класу композиції у Болеслава Яворського, диригування — в Олександра Орлова. 1933 закінчив інститут екстерном.
Від 1919 року працює організатором і керівником самодіяльності, викладав хорове диригування у музично-навчальних закладах Києва.
1923—1927 роки працює в музично-драматичному інституті, від 1931 року  — в Київській консерваторії (нині Національна музична академія України імені Петра Чайковського). Від 1947 — професор консерваторії. Серед випускників Г. Верьовки — відомі згодом диригенти Михайло Кречко, Лев Венедиктов.
1941—1945 роки — науковий співробітник Інституту фольклору АН УРСР, перебуває у примусовій евакуації в азійській частині СРСР.
1943 року організував Український державний народний хор, у 1943—1964 роках був його художнім керівником і головним диригентом. 1964 року хору надано ім'я Григорія Верьовки.
Творчість Г. Верьовки має величезний вклад в розвиток вітчизняної хорової музики. Він є прямим послідовником Леонтовича і Стеценка, які у свій час приділяли значну частину творчості обробкам народних пісень. Хор який він очолював став взірцем для подальших колективів які виникали в обласних центрах України.
1948—1952 роки — голова Спілки композиторів УРСР (нині Національна спілка композиторів України).

Надгробок Григорія Верьовки на Байковому кладовищі

Похований на Байковому кладовищі (ділянка № 7; надгробок роботи скульптора Еліуса Фрідмана).

## Творча діяльність
Верьовка як композитор працював переважно в царині хорової масової пісні, займався обробками народних пісень. Твори Верьовки широко популярні, багато які з них стали істинно народними. Ним написані пісні, присвячені своєму народу, рідній землі, зокрема: «Ой, як стало зелено», «Ой чого ти земле, молодіти стала» і інші, а також жартівливі пісні, з них українська народна пісня «І шумить, і гуде». Також віддав належне ідеологічному дискурсу, створивши пропагандистські пісні, зокрема «Клятва», пісні, що оспівують каторжну працю на будівельних об'єктах ГУЛАГ СРСР: «Дівчата з Донбасу», «Пісня про Волго-Дон», «Шахтарочка».
Серед творів великої форми кантата «Ми ковалі своєї долі» на слова поета Павла Тичини.
Верьовка створив також обробки пісень російських повстанців-комуністів: «Вперед, народе, йди», «Карманьйола» та інші, а також обробки українських народних пісень: «І шумить, і гуде», «Ой чого ти, земле, молодіти стала».
Народний хор рік від року вдосконалював майстерність. У кожній з країн, де проходили виступи, хор співав українські пісні.

## Відзнаки та нагороди

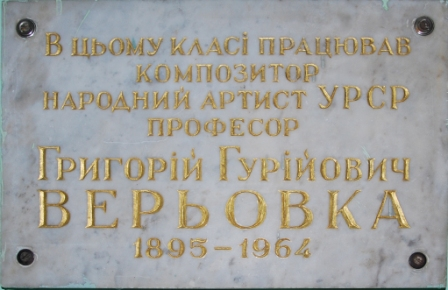
Меморіальна дошка Григорію Верьовці в приміщенні Київської консерваторії.

- 1948 — Верьовку за тривалу концертну діяльність відзначено Сталінською премією.
- 1960 — став народним артистом УРСР.
- 1967 — на батьківщині композитора у смт. Березні споруджено пам'ятник — бюст із оргскла на чотирикутному постаменті (вис. 2,4 м), що спирається на залізобетонний стилобат. Скульптор О. О. Мельничук, архітектор В. М. Онащенко. Встановлений 18 червня у сквері між вул. Радянською і вул. Товстухи.
- 1968 — Державна премія УРСР імені Тараса Шевченка (разом з Анатолієм Авдієвським).
- Нагороджено орденом Леніна, орденом Трудового Червоного Прапора, орденом «Знак Пошани», медалями.

## Вшанування пам'яті
- На честь Григорія Верьовки названі вулиці у Бучі, Ніжині, Чернігові, Шепетівці.
- 2011 року на честь Григорія Верьовки названо вулицю Григорія Вірьовки у Києві.

## Творчий доробок

### Літературні твори
- Музична студія ім. Леонтовича при Музичному товаристві /У Музика. — 1924. — N 7—9, № 10—12.
- Перша Київська хорова олімпіада // Там само. — 1924. — № 10—12.
- Про V школу II Там само. — 1925. — № 9—10.
- Державна музична проф. школа ім. Леонтовича//Там само. — 1927. — № 1.
- Державна музична проф. школа ім. Леонтовича П Музика — масам. — 1929. — № 2.
- Музична творчість часів Великої Вітчизняної війни (Спостереження 1941—1942 pp.) II Мистецтво, фольклор, етнографія: Наук, записки АН. — К., 1947. — Т. 1—2.
- Берегти народні пісенні багатства // Музика. — 1995. — № 6.

### Музичні твори
кантата для солістів, мішаного хору та оркестру народних інструментів«Ми ковалі своєї долі» (сл. П. Тичини, 1961);
пісні й хори (понад 16) —
a cappella — «Нехай собі та й шумлять дуби», мішаний хор (сл. П. Тичини, 1923), «Там на горі за Дніпром», мішаний хор (сл. П. Тичини, 1924), «Заклик», мішаний хор (сл. Д. Загула, 1927), «Не забудь юних днів», мішаний хор (сл. І. Франка, 1941), «Виряджала милого», мішаний хор (сл. М. Грудницької, 1942), «Пісня про Хрещатик», жіночий хор (сл. П. Тичини, 1944); з фортепіано  — «Ой як стало зелено» (сл. В. Бичка, 1936), «Ой чого ти, земле, молодіти стала», мішаний хор (сл. нар., 1936); «Клятва», мішаний хор (сл. М. Бажана, 1942), «Про Миколу Лукичова», хор (сл. П. Тичини, 1946), «Дівчата з Донбасу», хор (сл. С. Воскрекасенка, 1947), «Гоголь наш — велике серце», мішаний хор (сл. П. Тичини, 1952); «Хоровод дружби», хор (сл. Т. Масенка, 1954), «Шахтарочка», жіночий хор (сл. С. Воскрекасенка. 1955); «Навіки славен» (Пам'яті Т. Шевченка), мішаний хор (сл. В. Лагоди, 1960) тощо;
з фортепіано  —
«Ой як стало зелено» (сл. В. Бичка, 1936), «Ой чого ти, земле, молодіти стала», мішаний хор (сл. нар., 1936); «Клятва», мішаний хор (сл. М. Бажана, 1942), «Про Миколу Лукичова», хор (сл. П. Тичини, 1946), «Дівчата з Донбасу», хор (сл. С. Воскрекасенка, 1947), «Гоголь наш — велике серце», мішаний хор (сл. П. Тичини, 1952); «Хоровод дружби», хор (сл. Т. Масенка, 1954), «Шахтарочка», жін. хор (сл. С. Воскрекасенка. 1955); «Навіки славен» (Пам'яті Т. Шевченка), мішаний хор (сл. В. Лагоди, 1960) тощо;
романси —
«Подивилась ясно», «По один бік верби», «Співає стежка на город», «Зелена неділя» (сл. П. Тичини, 1919—20), «Хтось мене ще пам'ятає» (сл. О. Олеся, 1919—20), «На хуторі» (сл. П. Тичини, 1922—23), «Закружляли в вітрі золотому» (сл. М. Рильського, 1925), «Я знаю» (сл. Є. Плужника. 1925), «На червоній на весні» (сл. А. Акопяна, пер. П. Тичини, 1925), «Сміхом і піснями зацвісти» (сл. В. Сосюри, 1931), «Ой не п'ються пива, меди» (сл. Т. Шевченка, 1934), «Перед картиною Айвазовского» (сл. О. Туманяна, перекл. П. Тичини, 1939), «Чайка» (сл. М. Стельмаха, 1943), «Туга за Україною» (сл. Т. Масенка, 1943), «Слово матері» (сл. С. Кудаша, перекл. П. Тичини, 1943), «Десь на дні мого серця» (сл. П. Тичини, 1962);
інструментальні твори —
для малого симфонічного оркестру — сюїта «П'ять народних пісень» (1929), для симфонічного оркестру  — «Вулична інтермедія» (1930), для скрипки і фортепіано  — Соната (1932), «Лірична пісня» (1933); для 2-х скрипок і фортепіано  — обр. укр. народних пісень (1934); для оркестру народних інструментів — обр. «Плескач» (1935);
аранжування народних пісень —
«Вперед, народе, йди» для мішаного хору (1921); «Карманьйола» для хору з фортепіано, «Сміло вперед» для хору з фортепіано (1922);
аранжування українських народних пісень для різних складів хору —
бл. 50, поміж них — «Поза лугом зелененьким» (1934), «І шумить і гуде», «Ой у полі могила» (1935), «Чи це ж тії чоботи», «По діброві вітер виє» (1938—39), «Дума про визволення України» на сл. В. Перепелюка (1944), «Дівчино моя, переяславко», «Ой на горі жита много», «Ходила я по садочку», «Чи чули ви, миле браття», «Широкий місточок заломився», «Ой по горі льон» (1945—46), «Ішов козак потайком», «Місяць на небі», «Рибалка молоденький», «Ой ходив чумак» (1951), «Пливе човен», «Ти, дівчино, ти, моє серденько», «Сім день молотила» (1956), «Чи ти чула, молода дівчина» (1960), а також 2 польські і 2 чесські мелодії.